# Высоколян, Степан Леонтьевич
Высоколян, Степан Леонтьевич (исп. Stephan Vysokolan; 28 ноября 1895, Наливайка, Подольская губерния — 31 июля 1986, Асунсьон) — офицер Российской императорской армии, участник Белого движения и белоэмигрант, дивизионный генерал вооруженных сил Парагвая.

## В России
Степан Леонтьевич Высоколян родился 28 ноября 1895 в селе Наливайка Подольской губернии, в крестьянской семье.
На Первую мировую войну ушёл добровольцем. В 1916 году окончил ускоренный курс Виленского военного училища в Полтаве в чине прапорщика. Воевал на Австрийском и Кавказском фронтах, был пять раз ранен.
В Гражданскую войну был во ВСЮР до эвакуации из Крыма. В ноябре 1920 года с частями генерала Врангеля прибыл в Галлиполи, откуда в 1921 году пешком пришёл в Ригу (почти 3 000 километров).

## В Чехословакии
Позже С. Л. Высоколян переехал в Прагу, где в 1928 году окончил физико-математический факультет Пражского университета с докторской степенью. В 1933 году здесь же окончил и Военную академию.
С 1928 до 1933 работал в Институте общественного прогнозирования Чехословакии в математической и статистической секции под руководством профессора доктора Эмиля Шоэнбаума (впоследствии основателя Института общественного прогнозирования Парагвая).

## В Парагвае
В декабре 1933 года прибыл в Парагвай и 5 марта 1934 года был принят в армию этой страны в чине капитана (как командир роты тяжёлых пулемётов). В ходе Чакской войны он хорошо проявил себя и к концу войны был уже начальником штаба одной из дивизий. В 1947 году во время парагвайской гражданской войны участвовал в обороне Асунсьона от повстанцев.
В 1936 году удостоен звания почётного гражданина Парагвая.
Много лет преподавал точные науки (физику, математику и экономику) в Асунсьонском университете и Парагвайской военной академии, а также некоторых других учебных заведениях.
Генерал пользовался абсолютным авторитетом в русской диаспоре Парагвая. На похоронах Н. Ф. Эрна в 1972 году произнес прощальное слово от имени руководства страны.

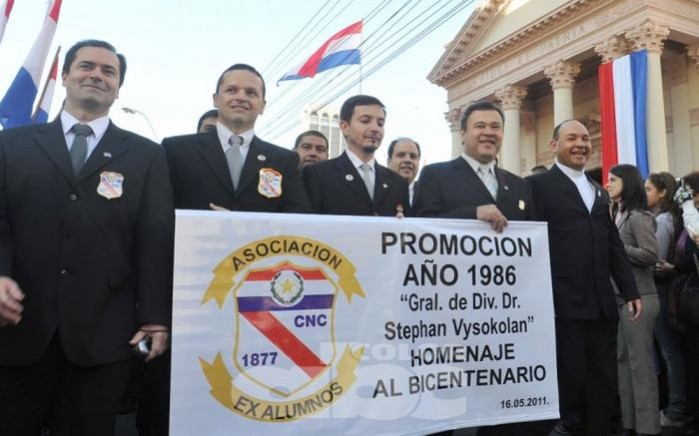
Выпускники школы Colegio Nacional de la Capital в Асунсьоне на празднования 200-летия независимости Парагвая

Степан Леонтьевич Высоколян скончался в Асунсьоне 31 июля 1986 на 91-м году жизни и был с воинскими почестями похоронен на Южном Русском кладбище. По случаю смерти генерала и в память о нём выпуск 1986 года в Colegio Nacional de la Capital, одном из самых престижных учебных заведений столицы страны, был назван его именем.

## Семья
Жена — гражданка Парагвая Эрсилиа Исабель Мальдонадо Райес де Высоколян (исп. Ercilia Isabel Maldonado Reyes de Vysokolán). В их браке рождено девять детей (в наши дни фамилия «Высоколян» в написании «Vysokolan» распространена в Парагвае).

## Сочинения
- BATALLA DE NANAWA — Conferencia pronunciada en la GUARNICIÓN MILITAR DE PARAGUARÍ (04.07.1958) (исп.)